# Hebraización
La hebraización de apellidos, o simplemente hebraización, es el fenómeno lingüístico de modificación de un apellido de origen no hebreo a otro de raíz hebrea, que vio su apogeo a principios del siglo XX durante el resurgimiento de los movimientos sionistas y en el marco de las inmigraciones judías a Palestina.

## Historia
La hebraización de apellidos está identificada con el sionismo lingüístico y remonta a la segunda mitad del siglo XIX. Es cuando el propio Eliezer Ben Yehuda (nacido Perlman), artífice del renacimiento de la lengua hebrea, cambió su apellido. Ben Yehuda consideró que la lengua hebrea era parte imprescindible del sionismo práctico, la identidad judía y el retorno a la patria (Faterland). La hebraización ha sido pues desde sus principios cosa más propia de los judíos de Tierra Santa y menos de los judíos de la diáspora. De igual modo, los judíos contrarios al sionismo, sobre todo una minoría de corrientes jaredíes asquenazíes, han renunciado hablar hebreo dentro de la comunidad, usando el yidis en su lugar. En cambio, otras corrientes jaredíes, incluidos los jaredíes sionistas, aunque no solo, llegaron a hebraizar sus apellidos incluso en sus países de origen.
La hebraización llegó a ser práctica común en los años de las inmigraciones masivas a la Palestina británica y tras la fundación del Estado de Israel, y se dio sobre todo en los apellidos de origen germánico y eslavo y mucho menos en los de origen sefardí, mediterráneo y árabe. Esta práctica era muy bien vista en aquellos años (de hecho mal visto era no hacerlo), una señal de unidad, cohesión del pueblo judío y consolidación de una nueva realidad. Tanto era así, que muchas veces el proceso tuvo lugar de forma espontánea y a veces hasta caótica en el propio puerto de llegada.
Otra motivación algo más tardía en el caso de los apellidos de origen alemán (comunes en los judíos alemanes, austríacos, bálticos y de Europa del Este) fue el destino de la judería europea durante el Holocausto y el consiguiente deseo de eliminar la identidad alemana de sus nombres (proceso conocido como degermanización). Sin embargo, esta motivación resultó ser secundaria, ya que muchos inmigrantes judíos de la época se quedaban con sus apellidos originales.

## Características
Cuando se habla de hebraización, muchas veces de lo que se trata es de una traducción directa del nombre original al hebreo, como Licht a Or (Luz), Davidsohn a Ben-David (hijo de David) o Löwensohn a Ben-Ari (hijo del león), y muchas otras veces de la elección de vocablos por sonoridad, como los famosos ejemplos de David Ben Gurión, nacido Grün, y Golda Meir, cuyo nombre de casada era Meyersohn. También existen los cambios de apellido sin relación ninguna al nombre original, como el caso ya comentado de Eliezer (Perlman) Ben-Yehuda (literal. hijo de Judá). Cabe destacar también la mucha menos común práctica de hebraización de los nombres personales, como Perer (Pedro) a Shimeón (Simón), en cuyo caso, sin embargo, muchas veces en el ámbito familiar y hasta en círculos más amplios se seguía usando el nombre original.

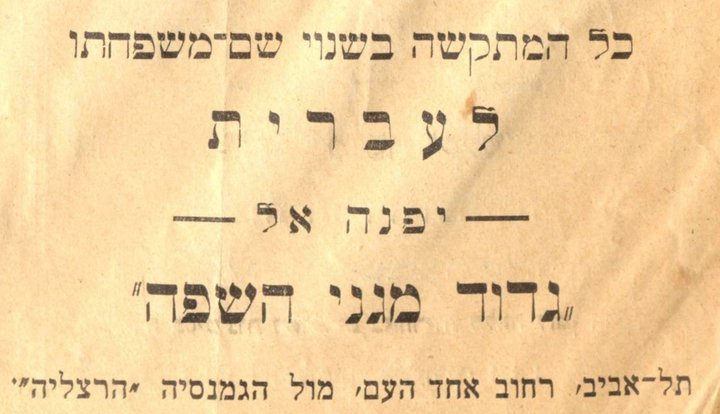
Cartel publicitario de 1926 ofreciendo ayuda en la elección de un apellido hebreo

Por otra parte, muchos otros apellidos asquenazíes se quedaron sin ser alterados. Un ejemplo común es el apellido Weiss (origen alemán) o Weisz (origen austríaco y húngaro), ambos derivados de Weiß (blanco), muy común en la población judía y que en su mayor parte se quedaba sin alterarse. Otros apellidos como Lebensohn o Leibensohn a veces se traducían (e. g. Ben-Jaim; hijo de la vida) y muchas veces se quedaban sin traducir, aunque adoptando una ortografía adaptada a la transliteración hebrea. Por lo tanto, el apellido Levenson o Levenzon, un derivado de los anteriores, es un apellido netamente judío. En el caso de la letra alemana Ü, la transliteración de la misma en hebreo produce el sonido de la vocal /i/; por lo que el apellido Grün, por ejemplo, en caso de no ser hebraizado, pasó a ser Grin o Green (voz inglesa), y el apellido München pasó a ser Minchen (pronunciado /Minjen/, lo mismo que el nombre de la ciudad bávara en hebreo). Fenómenos similares ocurren en apellidos que terminan en -mann o que contienen el diptongo alemán ei o el trígrafo sch, que en sus variantes judías cambian en -man, ai y sh respectivamente.
La ortografía hebrea, por otra parte, al ser un alfabeto consonántico, no siempre ha seguido las mismas reglas ortográficas en la transliteración de apellidos, por lo que en algunos casos, como el mencionado Weiss, existen varias versiones de su ortografía hebrea con pequeñas diferencias (aunque se pronuncian de igual modo).
Como ya mencionado, los apellidos de origen sefardí raramente se han visto afectados por este fenómeno, sobre todo debido a una tradición ibérica históricamente arraigada que no existía en la Europa Central. Apellidos como Toledano («de Toledo») o Sasporta (originado del «Sa Porta» catalán) nunca cambiaron.

## Actualidad
El fenómeno de hebraización de los apellidos sin embargo ha ido perdiendo fuerza con el tiempo (aunque todavía se practica en menor medida en la actualidad), y sobre todo a partir de la década de 1960, siendo Israel ya un hecho, y con la globalización, modernización y establecimiento de relaciones con países antes considerados parte de la diáspora judía, como parte de una nueva contemporaneidad.
A ello se ha sumado un nuevo fenómeno de «retorno a las raíces», con la identidad familiar ganando terreno a costa de la identidad nacional (al menos en su vertiente lingüística), produciendo el proceso contrario de «de-hebraización». Este fenómeno va de la mano con otras tendencias, como es la conservación, protección y refuerzo de lenguas judías minoritarias, como el judeoespañol o el yidis, antes abandonadas en pro de un idioma identitario y unificador —el hebreo—, ahora ya convertido en la lengua vehicular e idioma oficial del Estado de Israel.